# Lycia extrema
Lycia extrema là một loài bướm đêm trong họ Geometridae.